# Paraleyrodes singularis
Paraleyrodes singularis là một loài côn trùng cánh nửa trong họ Aleyrodidae, phân họ Aleurodicinae.
Paraleyrodes singularis được Bondar miêu tả khoa học đầu tiên năm 1923.